# Arenaer i Danmark
Nedenfor er en liste over indendørs arenaer i Danmark. Parken i København er den absolut største arena i Danmark, men da den ikke er permanent overdækket figurerer den ikke på nedenstående liste.
| By        | Arena                     | Sæder  | Stående tilskuere | Max kapacitet Sport | Koncert | Hjemmebane                                |  |
| --------- | ------------------------- | ------ | ----------------- | ------------------- | ------- | ----------------------------------------- |  |
| København | Royal Arena               | 12.500 | -                 | 13.000              | 16.000  | -                                         |  |
| Herning   | Jyske Bank Boxen          | 12.000 | -                 | 12.500              | 15.000  | -                                         |  |
| Aalborg   | Gigantium                 | 5.000  | -                 | 6.500               | 8.500   | Aalborg Håndbold                          |  |
| Aarhus    | Ceres Arena               | 4.400  | 600               | 5.000               | 7.000   | Aarhus United Aarhus Håndbold             |  |
| Brøndby   | Brøndbyhallen             | 4.400  | -                 | 4.400               | -       | -                                         |  |
| Ballerup  | Ballerup Super Arena      | 3.700  | 300               | 4.000               | 9.200   | -                                         |  |
| Horsens   | Forum Horsens             | 4.000  | -                 | 4.000               | 5.000   | -                                         |  |
| Holstebro | Gråkjær Arena             | 2.750  | 500               | 3.250               | 3.250   | TTH Holstebro                             |  |
| Kolding   | Sydbank Arena             | 2.200  | 1.000             | 3.200               | 4.200   | KIF                                       |  |
| Næstved   | Næstved Arena             | 2.576  | 800               | 3.376               | 4.500   | Team FOG Næstved                          |  |
| Odense    | Arena Fyn                 | 3.000  | -                 | 3.000               | 5.000   | -                                         |  |
| Randers   | Arena Randers Hal 1       | 2.160  | 800               | 3.000               | 3.500   | Randers HK Randers HH Randers Cimbria     |  |
| Randers   | Arena Randers Hal 4       | 3.200  | 800               | 4.000               | 6.000   |                                           |  |
| Aalborg   | Gigantium Isarena         | 3.200  | 1.800             | 5.000               | -       | Aalborg Pirates                           |  |
| Vojens    | SE Arena                  | 2.000  | 3.000             | 5.000               | -       | SønderjyskE Ishockeys                     |  |
| Odense    | Bryggeriet Vestfyen Arena | 1.024  | 1.992             | 3.016               | -       | Odense Ishockey Klub                      |  |
| Rødovre   | Rødovre Skøjte Arena      | 2.012  | 1.588             | 3.600               | -       | Rødovre Mighty Bulls                      |  |
| Viborg    | Vibocold Arena Viborg     | 1.856  | 1.144             | 3.000               | -       | Viborg HK                                 |  |
| Esbjerg   | Blue Water Dokken         | 2.549  | -                 | 2.549               | -       | Team Esbjerg                              |  |
| Esbjerg   | Granly Hockey Arena       | 2.568  | 1.810             | 4.378               | -       | Esbjerg Energy                            |  |
| Skjern    | Skjern Bank Arena         | 2.700  | 500               | 3.200               |         | Skjern Håndbold                           |  |
| Silkeborg | Jysk Arena                | 2.600  | -                 |                     | 3.700   | Bjerringbro-Silkeborg Silkeborg-Voel KFUM |  |
| Svendborg | Arena Svendborg           | 3016   | 900               |                     | 4100    |                                           |  |